# Mănușoaia

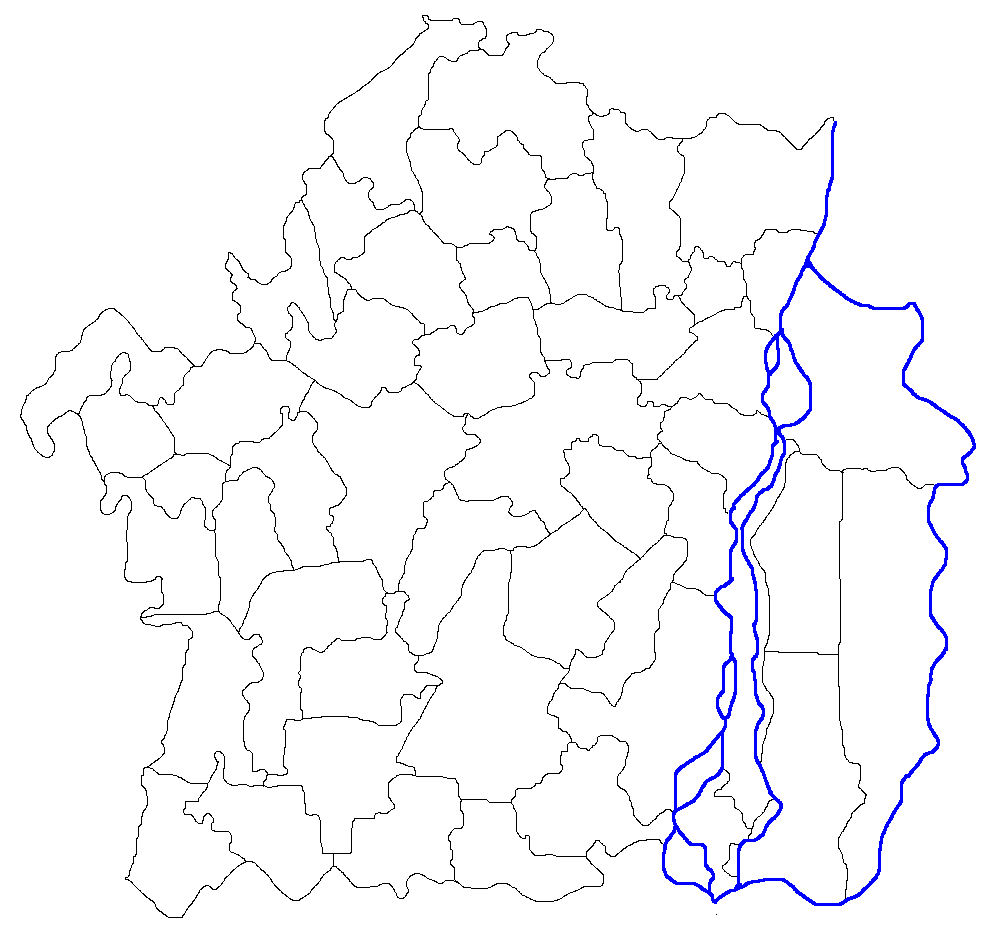

Brațul Mănușoaia este un braț mic al Dunării care începe în imediata apropiere a podului de la Giurgeni, taie o porțiune mică din Insula Mică a Brăilei (formând mica insuliță Vărsătura) și iese în Brațul Cremenea, în dreptul localității Gura Gârluței. Brațul are aproximativ 6–7 km.